# Karasüleymanlı
Karasüleymanlı is een dorp (sinds 2012 een stadswijk) in het Turkse district Haymana in de provincie Ankara.

## Bevolking
Op 31 december 2019 telde het dorp 285 inwoners, waaronder 153 mannen en 132 vrouwen. De meeste inwoners zijn werkzaam in de landbouw. In de jaren tachtig hebben veel inwoners het dorp verlaten en zich in grote steden of in het buitenland gevestigd.
| Mannen            | 164 | -   | 176 | 172 | 194 | 227 | - | -   | -   | -   | -   | 153 |
| Vrouwen           | 178 | -   | 174 | 179 | 218 | 252 | - | -   | -   | -   | -   | 132 |
| Inwoners (totaal) | 342 | 354 | 350 | 351 | 412 | 479 | - | 497 | 443 | 348 | 274 | 285 |

Centrale districtsplaats (İlçe Merkezi): Haymana
Dorpen (Köyler):
Ahırlıkuyu · Aktepe · Alahacılı · Altıpınar · Ataköy · Bahçecik · Balçıkhisar ·  Boğazkaya · Bostanhüyük · Bumsuz · Büyükkonak · Büyükyağcı · Cihanşah · Cingirli · Culuk · Çalış · Çatak · Çayraz · Çeltikli ·  Demirözü · Dereköy · Deveci · Devecipınarı · Durupınar  · Durutlar  · Emirler · Esen · Eskikışla · Evci · Evliyafakı · Gedik · Gültepe · Güzelcekale · İncirli · Karahoca  · Karaömerli  · Karapınar  · Karasüleymanlı  · Katrancı · Kavakköy · Kerpiçköy · Kesikkavak · Kızılkoyunlu · Kirazoğlu · Kutluhan · Küçükkonak · Küçükyağcı · Saatli · Sarıdeğirmen · Sarıgöl · Sazağası · Serinyayla · Sırçasaray · Sinanlı · Sındıran · Soğulca · Söğüttepe · Şerefligökgöz · Tabaklı · Tepeköy · Toyçayırı · Türkhüyük · Türkşerefli · Yamak · Yaprakbayırı · Yaylabeyi · Yeniköy · Yergömü · Yeşilköy  · Yeşilyurt · Yukarısebil · Yurtbeyli